# Комиссия кнессета по науке и технологии
Комиссия кнессета по науке и технологии (ивр. ועדת המדע והטכנולוגיה‎ — Ваад ха-мада вэ-технология) — орган кнессета, занимающийся обсуждением законопроектов связанных с научной сферой.

## Информация о комиссии
Согласно информации размещённой на сайте кнессета, данная комиссия занимается политикой гражданского исследования и развития в Израиле; современными технологии, исследованием и развитием окружающей среды; научными исследованиями в израильской академии наук, научными исследования вне высших учебных заведений; институтами исследований, национальным комитетом по исследованиям и развитию, фондами исследований, информатикой и компьютеризацией.
Комиссия была создана в январе 1997 года, как временная комиссия, в 1999 году получила статус постоянной. До 2003 года комиссия называлась «комиссия по вопросам исследований, научного развития и технологий», когда была переименована в настоящее название.
Члены комиссии (на 22 февраля 2012 года): Ронит Тирош (председатель), Даниэль Бен-Симон, Эйнат Вильф, Авраам Михаэли, Роберт Тивьяев, Ципи Хотовели, Юлия Шамалова-Беркович, Лия Шемтов и Зеэв Элькин.

## Председатели комиссии
- Далия Ицик (кнессет 14-го созыва)
- Михаил Нудельман (кнессет 14-го созыва)
- Анат Маор (кнессет 15-го созыва)
- Лея Нес (кнессет 16-го созыва)
- Мали Полищук-Блох (кнессет 16-го созыва)
- Звулун Орлев (кнессет 17-го созыва)
- Биньямин Элон (кнессет 17-го созыва)
- Меир Шитрит (кнессет 18-го созыва)
- Ронит Тирош (кнессет 18-го созыва)